# Georg Axhausen
Georg Axhausen född 24 mars 1877 i Landsberg an der Warthe, död 19 januari 1960 i Berlin, var en tysk tandläkare och kirurg.
Georg Axhausen studerade medicin 1895—1901. Från 1908 arbetade han på kirurgkliniken på Charité-sjukhuset i Berlin. Under 1928 övertog han ansvaret för Berliner Zahnärztlichen Universitäts-Instituts och grundade avdelningen för käkkirurgi. Med sina talrika studier på området käkkirurgi, med särskild inriktning mot gomspaltsproblem, blev han ledande på området och käkkirurgin etablerades som en egen fackspecialitet. Under andra världskriget deltog han i kirurgiska experiment 1939 tillsammans med generalöverläkaren Johannes Käfer.  År 1946 fortsatte han sitt arbete vid tandkliniken på Freie Universität Berlin. Han avgick från sin tjänst 1953.